# Matsubayashi-Ryū
Matsubayashi-Ryū (jap. 松林流) ist ein Karatestil, der im Jahr 1947 von Großmeister Shoshin Nagamine gegründet wurde. Matsubayashi-Ryū ist heute eine der Hauptrichtungen innerhalb der Shōrin-Ryū-Familie des traditionellen Okinawa-Karate und gilt als vergleichsweise ursprüngliche Form des Karate. Der Name Matsubayashi-Ryū (Ryū = „Stil“) wurde zu Ehren der beiden alten Großmeister Matsumura Sōkon und Matsumora Kōsaku gewählt. Matsubayashi bedeutet „Kiefernwald“ (Matsu = „Kiefer“ und Hayashi = „Wald“), was auch eine Anspielung auf die Shaolin-Herkunft (Shaolin = „kleiner Wald“, der in einem Kiefernhain gelegen haben soll) des Okinawa-Karate ist.

## Merkmale des Stils
Im Matsubayashi-Ryū werden relativ hohe Stände, eine natürliche Atmung und geradlinige Bewegungen praktiziert.
Das Trainieren der Kata spielt im Matsubayashi, wie auch allgemein im ursprünglichen Karate, eine zentrale Rolle. In traditionellen Dōjō werden oft während der Hälfte der Trainingszeit oder länger Kata geübt. Neben Grundtechniken werden auch sieben sogenannte Yakusoku-Kumite-Formen – dies sind festgelegte Angriffs- und Abwehrkombinationen – sowie der Umgang mit traditionellen Waffen, wie z. B. mit dem Langstock (Bō) geübt. Aus dem Matsubayashi-Ryū hat sich als eine Art Unterstil das sogenannte Shōrin-ryū Kishaba Juku entwickelt. Das auch nur Kishaba Juku genannte Karate ist durch eine hochentwickelte Körpermechanik gekennzeichnet, bei der durch subtile Bewegungen des Hüftbereichs (Koshi) viel Energie erzeugt wird, die in den Gegner gelenkt werden kann.

## Kata
In dem Stil gibt es 18 Kata, die in die folgenden Gruppen zusammengefasst werden können:
- Fukyugata Ichi und Fukyugata Ni: Die beiden einführenden Kata
- Pinan I – V (Pinan Shodan, Nidan, Sandan, Yondan, Godan): Diese fünf Kata wurden um 1900 herum aus alten Kata geschaffen, um Karate an den Schulen Okinawas zu lehren. Die Pinan Kata sind die ursprünglichen Versionen der im Westen weit verbreiteten Heian Kata I-V.
- Naihanchi I – III (Naihanchi Shodan, Nidan, Sandan): Diese Kata wurden von alters her benutzt, um Anfängern in das Karate einzuführen. Sie vermitteln andere Körperprinzipien als die Pinan Kata. Diese Kata sind die Vorläufer der in Japan als Tekki I-III bekannt gewordenen Kata.
- Wankan, Ananku, Wanshu, Rohai, Passai, Chintō, Gojūshiho, Kushanku: Dies sind acht traditionelle Kata, die seit Jahrhunderten benutzt werden, um Karate zu lernen.

## Der Begründer des Matsubayashi-Ryū
Shoshin Nagamine wurde am 15. Juli 1907 auf Okinawa geboren. Er begann sein Studium im Alter von 17 Jahren unter Leitung von Taro Shimabuku und lernte später unter den berühmten Karatemeistern Ankichi Arakaki, Chotoku Kyan und Choki Motobu. Von 1931 bis 1935 wurde er von Großmeister Chotoku Kyan unterrichtet, der sein Karate maßgeblich beeinflusste. Während einer Fortbildungsperiode an der Polizeiakademie in Tokio im Jahr 1936 lernte er Choki Motubo kennen und hielt mit ihm auch nach der Rückkehr beider nach Okinawa Kontakt. Motubo galt als einer der stärksten Freikampf-Experten auf Okinawa. Im Jahr 1953 gab Shoshin Nagamine seinen Polizeiberuf auf und eröffnete in Naha auf Okinawa sein eigenes Dōjō, welches er „Matsubayashi Ryu Karate Kodokan“ nannte. Nagamine war Gründer und Präsident der Okinawa Karate-Do Föderation. 1975 schrieb er das vielbeachtete Buch „Essence of Okinawan Karate Do“, in dem sein Stil vorgestellt wird. In seinen späteren Lebensjahren hat sich Shoshin Nagamine intensiv dem Zusammenspiel zwischen Karate und Zen gewidmet. Kurz vor seinem Tod im Jahr 1997 hielt er in Hawaii eine vielbeachtete Rede „Karate Do and World Peace“. Der Matsubayashi-Stil wurde bis zu seinem Ableben im Jahr 2012 von Shoshin Nagamines Sohn, Soke Takayoshi Nagamine, im Heimat-Dōjō in Okinawa weitergeführt. Es gibt aber, besonders in den USA, zahlreiche Matsubayashi-Dojo, die unabhängig vom Heimat Dōjō organisiert sind.
Matsubayashi-Ryū hat auf Okinawa und in den USA viele Anhänger. Aus historischen Gründen gibt es in Europa momentan nur relativ wenige Schulen, die Matsubayashi-Ryū oder andere traditionellen Karatestile aus der Shōrin-Ryū-Familie unterrichten. Seit etwa 2005 gibt es aber auch in Deutschland die ersten Dōjō, in denen Matsubayashi-Ryū gelehrt wird. Zurzeit gibt es in Nordrhein-Westfalen
und in Norddeutschland einige Matsubayashi-Ryu Dojos.